# Station Épernay
Station Épernay is een spoorwegstation in de Franse gemeente Épernay.
Het station werd geopend in 1849 en was belangrijk voor de ontwikkeling van Épernay als centrum van de champagnestreek.